# یوسف صادق‌اف
یوسف صادق‌اف (انگلیسی: Yusif Sadykhov؛ ۱۹۱۸ – ۱۱ دسامبر ۱۹۷۱) فرد نظامی اهل اتحاد جماهیر شوروی سوسیالیستی بود.
وی همچنین برندهٔ جوایزی همچون نشان لنین و قهرمان اتحاد شوروی شده‌است.